# Olympische Winterspiele 1968/Teilnehmer (Schweiz)
| Gelbes Symbol für Goldmedaillen mit stilisierten Olympischen Ringen | Graues Symbol für Silbermedaillen mit stilisierten Olympischen Ringen | Braundes Symbol für Bronzemedaillen mit stilisierten Olympischen Ringen |
| ------------------------------------------------------------------- | --------------------------------------------------------------------- | ----------------------------------------------------------------------- |
| —                                                                   | 2                                                                     | 4                                                                       |

Die Schweiz nahm an den Olympischen Winterspielen 1968 im französischen Grenoble mit einer Delegation von 34 Athleten, 29 Männer und fünf Frauen, teil.
Seit 1924 war es die zehnte Teilnahme der Schweiz bei Olympischen Winterspielen.

## Fahnenträger
Der nordische Kombinierer Alois Kälin trug die Flagge der Schweiz während der Eröffnungsfeier im Stade olympique.

## Medaillen
Mit zwei gewonnenen Silber- und vier Bronzemedaillen belegte das Schweizer Team Platz 14 im Medaillenspiegel.

### Silber
- Willy Favre: Ski Alpin, Herren-Riesenslalom
- Alois Kälin: Ski Nordisch, Nordische Kombination, Herren, Einzel

### Bronze
- Jean-Daniel Dätwyler: Ski Alpin, Herrenabfahrt
- Fernande Bochatay: Ski Alpin, Damen-Riesenslalom
- Jean Wicki, Hans Candrian, Willi Hofmann und Walter Graf: Herren, Viererbob
- Josef Haas: Ski Nordisch, Langlauf, Herren, 50 km

## Teilnehmer nach Sportarten

### Ski Alpin

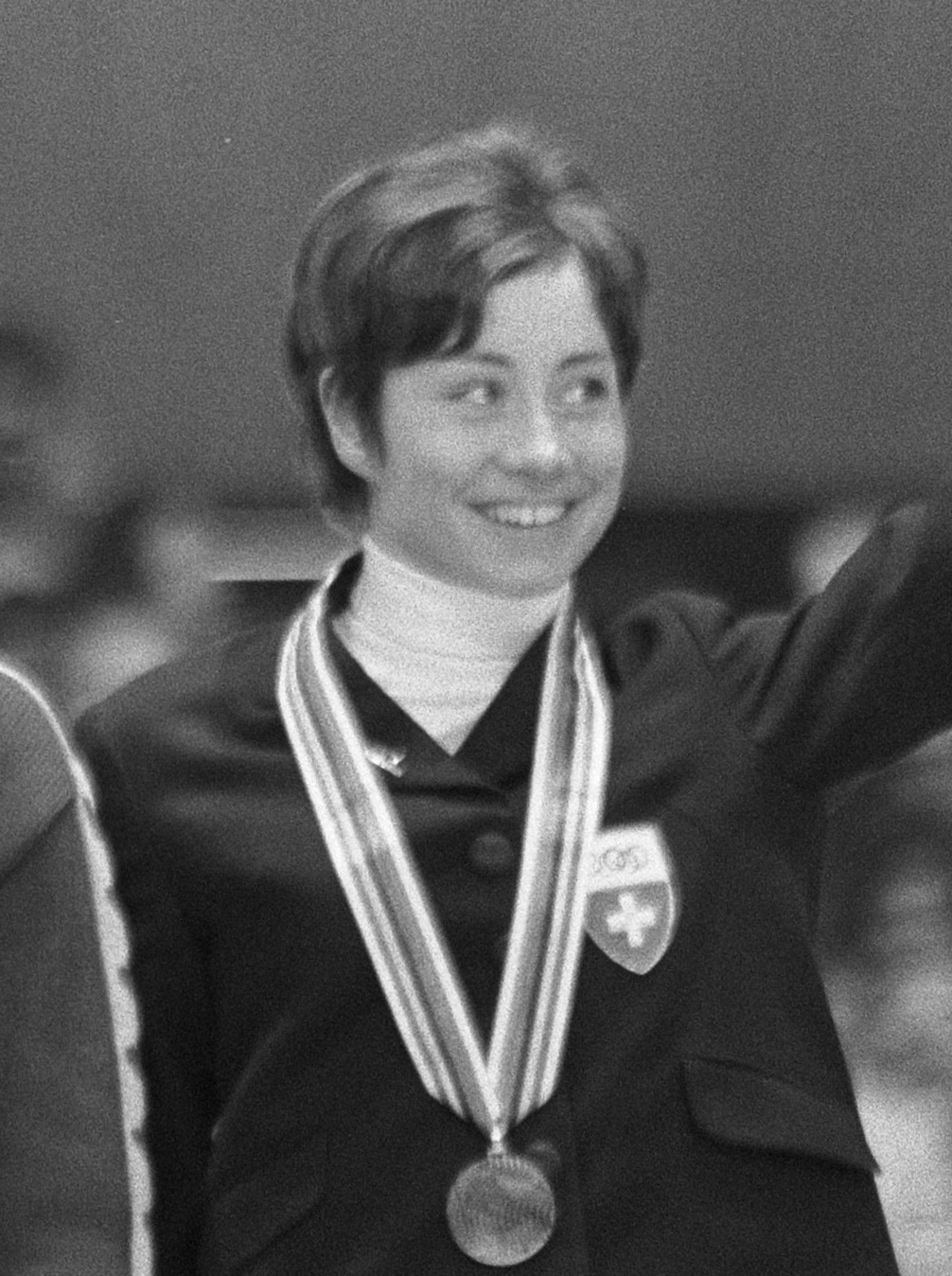
Fernande Bochatay

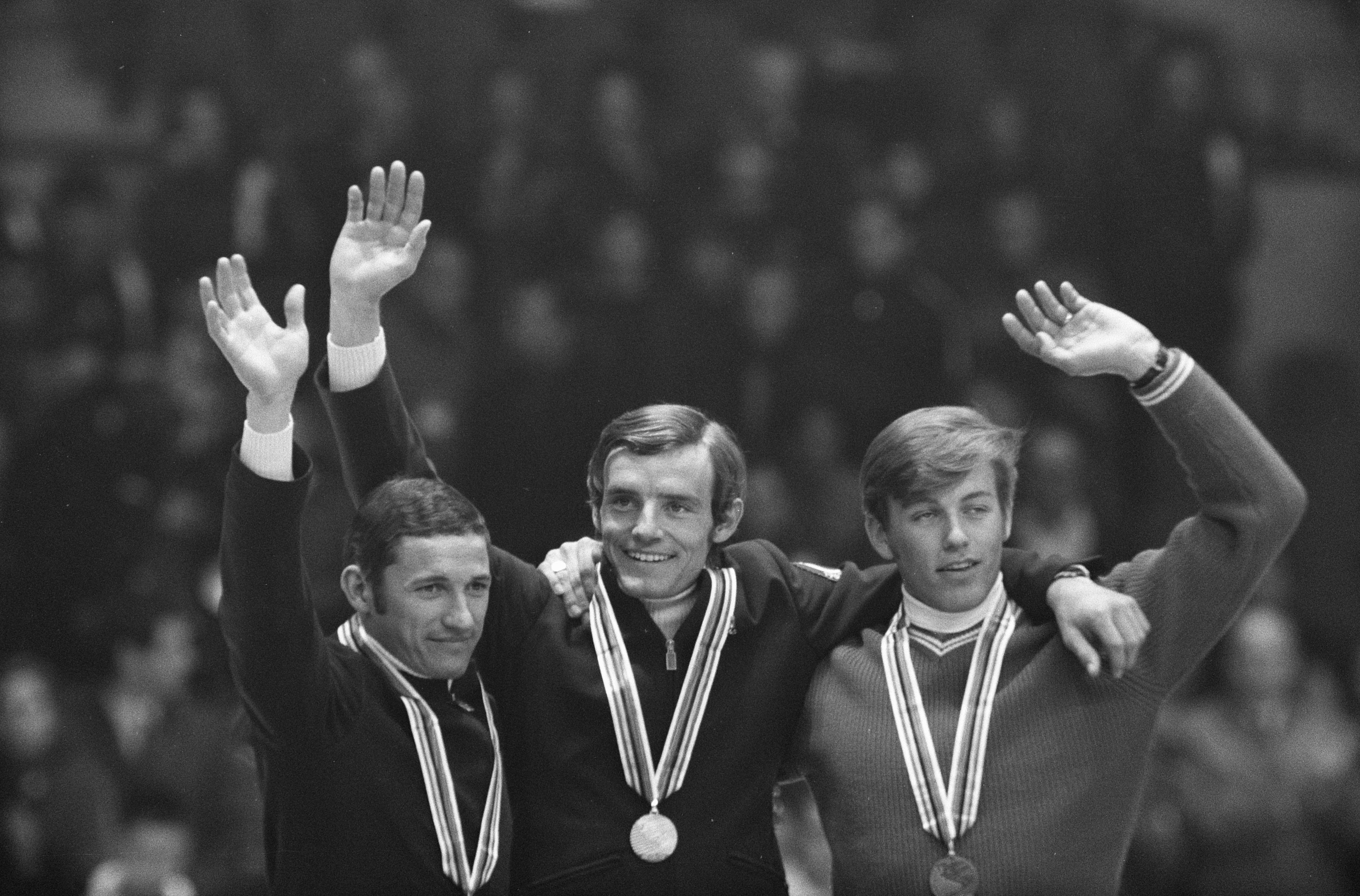
Jean-Daniel Dätwyler (rechts) mit Jean-Claude Killy (Mitte) und Guy Périllat

Damen
- Fernande Bochatay Fernande Bochatay
Abfahrt: 7. Platz – 1:42,87 min
Riesenslalom:  – 1:54,74 min
Slalom: DNF
- Vreni Inäbnit
Abfahrt: 18. Platz – 1:45,16 min
Riesenslalom: 19. Platz – 1:58,50 min
Slalom: 17. Platz – 1:35,18 min
- Madeleine Wuilloud
Abfahrt: 16. Platz – 1:44,49 min
Riesenslalom: DNF
Slalom: 13. Platz – 1:33,27 min
- Annerösli Zryd
Abfahrt: 11. Platz – 1:43,76 min
Riesenslalom: 13. Platz – 1:57,60 min
Slalom: 11. Platz – 1:31,41 min

Herren
- Edmund Bruggmann
Abfahrt: 10. Platz – 2:02,36 min
Riesenslalom: 12. Platz – 3:34,91 min
- Jean-Daniel Dätwyler Jean-Daniel Dätwyler (rechts) mit Jean-Claude Killy (Mitte) und Guy Périllat
Abfahrt:  – 2:00,32 min
- Willy Favre
Riesenslalom:  – 3:31,50 min
Slalom: disqualifiziert im 1. Finallauf
- Peter Frei
Slalom: 10. Platz – 1:41,98 min
- Dumeng Giovanoli
Abfahrt: 16. Platz – 2:02,98 min
Riesenslalom: 7. Platz – 3:33,55 min
Slalom: 4. Platz – 1:40,22 min
- Stefan Kälin
Riesenslalom: 28. Platz – 3:40,42 min
- Jos Minsch
Abfahrt: 14. Platz – 2:02,76 min
- Andreas Sprecher
Slalom: disqualifiziert in der 2. Runde

### Bob
Zweierbob
- Hans Candrian/Jean Wicki (SUI I)
9. Platz – 4:46,98 min
- Max Forster/René Stadler (SUI II)
10. Platz – 4:49,16 min

Viererbob
- Hans Candrian/Walter Graf/Willi Hofmann/Jean Wicki (SUI I)
 – 2:18,04 min
- Hansruedi Müller/Ernst Schmidt/René Stadler/Robert Zimmermann (SUI II)
12. Platz – 2:19,83 min

### Eiskunstlauf
Damen
- Charlotte Walter
22. Platz

### Eisschnelllauf
Herren
- Franz Krienbühl
1500 m: 48. Platz – 2:16,3 min
5000 m: 34. Platz – 8:08,9 min
- Ruedi Uster
500 m: 43. Platz – 43,6 s
5000 m: 35. Platz – 8:12,2 min
- Hansruedi Widmer
500 m: 44. Platz – 43,7 s
1500 m: 47. Platz – 2:16,1 min

### Ski Nordisch

#### Langlauf
Herren
- Albert Giger
15 km: 30. Platz – 51:26,6 min
- Josef Haas
15 km: 18. Platz – 50:34,8 min
50 km:  – 2:29:14,8 h
4 × 10 km Staffel: 5. Platz – 2:15:32,4 h
- Konrad Hischier
15 km: 35. Platz – 52:06,4 min
30 km: 30. Platz – 1:42:26,1 h
4 × 10 km Staffel: 5. Platz – 2:15:32,4 h
- Alois Kälin
50 km: 23. Platz – 2:36:40,8 h
4 × 10 km Staffel: 5. Platz – 2:15:32,4 h
- Franz Kälin
50 km: 37. Platz – 2:24:29,7 h
- Flury Koch
15 km: 19. Platz – 50:37,2 min
30 km: 32. Platz – 1:43:06,9 h
4 × 10 km Staffel: 5. Platz – 2:15:32,4 h
- Denis Mast
30 km: 28. Platz – 1:41:58,8 h
50 km: DNF
- Fritz Stüssi
30 km: 35. Platz – 1:43:57,8 h

#### Skispringen
Herren
- Sepp Zehnder
Normalschanze: 52. Platz – 154,2 Punkte
Grossschanze: 47. Platz – 153,2 Punkte

#### Nordische Kombination
Herren
- Alois Kälin
Einzel (Normalschanze / 15 km):  – 447,99 Punkte

## Weblink
- Schweizer Olympiamannschaft 1968 in der Datenbank von Sports-Reference (englisch; archiviert vom Original)